# Абилов, Булат Мукишевич
Булат Мукишевич Абилов (каз. Болат Әбілов; род. 15 сентября 1957, Караганда) — политический деятель, бизнесмен и меценат Казахстана.
Занялся бизнесом в 1989-м году.
В 1991 году создал компанию «Бутя».
С 1994 по 1996 гг. был внештатным советником Президента РК.
В 1997 году возглавил футбольный клуб «Кайрат».
В 1998 году вместе с Союзом писателей Казахстана учредил международную премию «Алаш». 
С 1999 года — председатель Клуба меценатов Казахстана. Клуб учредил независимую общенациональную премию «Тарлан» в областях: литература, музыка, театр, изобразительное искусство, кинематограф, наука и просвещение.
2000-2001 гг. — Депутат Мажилиса Парламента РК, член комитета по экономической реформе и региональному развитию. Депутат Мажилиса Парламента 2 созыва.
В 2001 году вошел в политсовет общественного объединения «Демократический выбор Казахстана».
В 2002 году получил премию «Алтын жулдыз» в номинации «Лучшее ток-шоу» как ведущий программы «Собственное мнение».
С 2004 по 2010 год 4 раза привлекался к уголовной ответственности по политическим мотивам.
В 2010 году получил ежегодную национальную премию «Алтын Журек» в сфере благотворительности в номинации «Благотворитель года».
В 2013 принял решение уйти из политики, чтобы заняться бизнесом и реализацией творческих проектов.
В 2022 объявил о возвращении в политику и создании партии «BIZDIN TANDAU».

## Биография
Родился 15 сентября 1957 года в городе Караганда. Происходит из подрода Кареке рода Куандык племени аргын..
- 1979 — окончил Карагандинский политехнический институт, специальность — горный инженер
- 1979—1985 — работал горнорабочим и горным мастером шахты имени Костенко, ПО «Карагандауголь»
- 1986—1988 — ведущий специалист угольной промышленности «Госгортехнадзора» КазССР
- 1989 — ведущий специалист ПО «Тенгизнефтегазстрой»
- 1989—1990 — начальник отдела ВЭА «Арай»
- С 1990 года активно участвовал в деятельности движения «Невада-Семей», участвовал в организации «Марша Мира»
- 1990—1991 — зам. директора МП «Рахат» и директор республиканской денежно-вещевой лотереи «В защиту культуры и духовности народа»
- 1991—2000 — генеральный директор фирмы «Бутя»
- 1993 — создал компанию «Бутя Капитал»
- 1994—1996 — внештатный советник Президента Республики Казахстан
- 1997—2000 — президент футбольного клуба «Кайрат»
- 1998 — учредил международную премию по литературе «Алаш»
- 1998—1999 — член правления фонда «Сорос-Казахстан»
- С декабря 1999 — президент «Клуба меценатов Казахстана», в который также вошли бизнесмены Раимбек Баталов, Еркин Калиев, Маргулан Сейсембаев, Нурлан Смагулов, Нуржан Субханбердин, Кайрат Сатылганов
- В марте 2000 — получил депутатский мандат
- С сентября 2001 — член Совета предпринимателей при Президенте РК
- С ноября 2001 — член политсовета общественного объединения «Демократический выбор Казахстана»
- В декабре 2001 исключен из состава депутатского корпуса в связи с вступлением в движение «Демократический выбор Казахстана»
- С марта 2002 — сопредседатель Демократической партии Казахстана «АК ЖОЛ» (Светлый путь)
- С ноября 2003 — сопредседатель-председатель Президиума Демократической партии Казахстана «АК ЖОЛ»
- 2002 — автор и ведущий программы «Собственное мнение» на ТРК «31-й канал»
- В июле 2004 был приговорён к 1,5 годам лишения свободы условно за заявление о том, что кандидаты в депутаты дают взятки в размере 200 тысяч долларов за получение места в Парламенте. Лишился права участвовать в парламентских выборах.[4]
- С 2005 — сопредседатель партии «Настоящий АК ЖОЛ».
- В феврале 2006 за организацию несанкционированного митинга в память об убитом соратнике и друге Алтынбеке Сарсенбаеве был осуждён на 15 суток, объявил голодовку[5]
- В июле 2006 осужден на два с половиной года лишения свободы условно за оскорбление и удар подполковника полиции по голове[4]
- Летом 2007 незаконно привлечён к уголовной ответственности по делу «Бутя Капитал». Уголовное дело до сих пор не закрыто[6]
- С марта 2008 года — председатель оппозиционной партии Демократическая партия Казахстана «Азат» (Свобода)
- 2010 — привлекался к уголовной ответственности за укрывательство двух граждан Казахстана, которые вынуждены были мигрировать из-за незаконных преследований в Украину
- Оппозиционный политик, который 4 раза был привлечён к уголовной ответственности по надуманным обвинениям, и ни разу не был допущен до парламентских и президентских выборов[5]
- В связи с событиями в Жанаозене в декабре 2011 года за организацию несанкционированных митингов 2 раза привлекался к административной ответственности (15 суток ареста), объявлял голодовку[4]
- В сентябре 2013 года заявил, что уходит на несколько лет от политической деятельности по семейным обстоятельствам, решил заняться бизнесом, творческими планами[7][8]
- В настоящее время занимается бизнес-проектами. Вместе с Оразом Жандосовым и зарубежными партнерами построил 3 солнечных и 3 ветряных станции общей мощностью около 400 мегаватт[9]
- 2022 — после январской трагедии пригласил казахстанцев прийти на площадь 13 февраля почтить память погибших сограждан[10]
- Март 2022 — объявил о возвращении в политику[11]
- Май 2022 — вместе с соратниками и друзьями объявил о создании партии «BIZDIN TANDAU»[12]
- Июнь 2022 — вместе с Евгением Жовтисом, Сергеем Дувановым, Асылбеком Абдуловым и Оразалы Ержановым объявил о создании общественного фонда «ELGE QAITARU» по возврату украденных природных ресурсов и финансовых средств казахстанцам[13]

## Семья
Супруга — Абилова (Кузембаева) Айгуль Газизовна (1959-2016), четверо детей: дочери Сабина (1986), Жамиля (1987), Камиля (1989) и сын Динмухамед (1994)